# Crataegus inexpectans
Crataegus inexpectans är en rosväxtart som beskrevs av Knud Ib Christensen. Crataegus inexpectans ingår i Hagtornssläktet som ingår i familjen rosväxter. Inga underarter finns listade i Catalogue of Life.